# Fond de veau

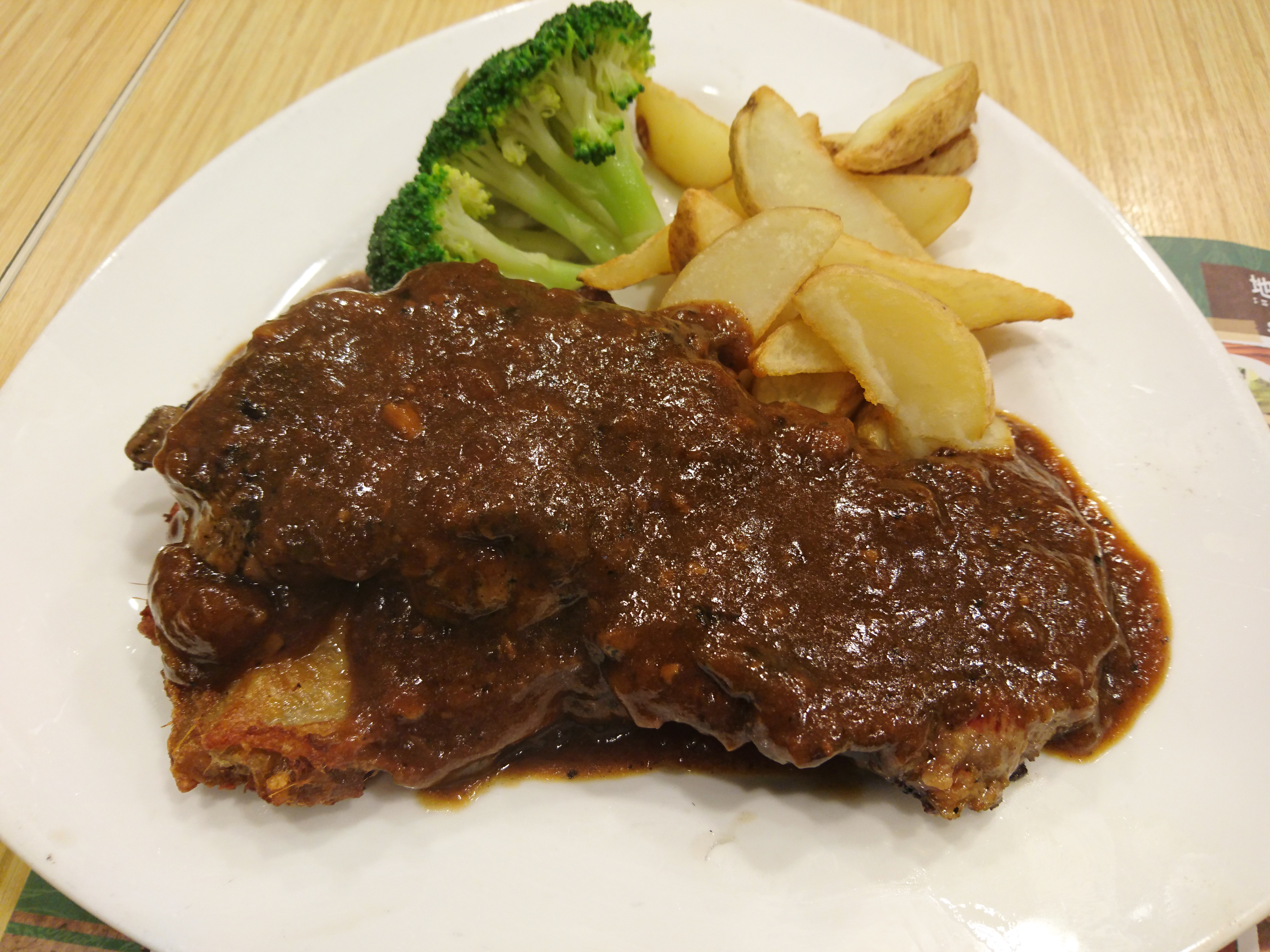
Steak de bœuf à la sauce au poivre noir (base typique : fond brun de veau)

Le fond de veau est une préparation de base liquide, sans liaison, c'est-à-dire sans ajout d'ingrédients qui pourraient augmenter la consistance et l'homogénéité. Le fond de veau est obtenu après cuisson à l'eau pendant plusieurs heures, d'os ou de viandes de veau, de légumes, d'aromates, dont le jus est recueilli par filtration à l'issue de la cuisson. Le fond de veau est une préparation aromatique, mais n'est pas salée,. Il sert à la confection de nombreuses sauces chaudes, également pour mouiller un ragoût, un braisé ou pour déglacer. 

## Principe et types
La cuisson plus ou moins longue permet d'extraire différentes substances des os de veau coupés en morceaux, voire des pieds ou des jarrets de veau. 
Il existe deux familles de fonds de veau, selon la couleur recherchée : les fonds blancs et les fonds bruns.

### Fond brun de veau
Le fond brun est obtenu quand les os, la viande et les légumes ont d'abord été colorés au four (autour de 240 °C). Ils sont ensuite baignés dans du liquide de cuisson. Le fond brun peut aussi être obtenu par rissolage avant mouillement.  
Dans le fond brun, la garniture aromatique se compose de carottes, d'oignons, de tomates, d'ail et de bouquet garni. La cuisson dure environ 4 heures, à petits bouillons.
Le fond brun de veau est utilisé pour le déglaçage de jus de viande rôtie, le mouillement de ragoûts et de braisés ou la préparation du fond brun de veau lié. Utilisé en préparation de sauces, il sert comme tout fond brun à la préparation de sauces brunes.

### Fond blanc de veau
Le fond blanc de veau est obtenu quand l'élément de base est mis directement dans le liquide de cuisson, sans passer par l'étape de coloration,.
Dans la composition du fond blanc de veau, la garniture contient des carottes, des oignons, du blanc de poireau, du céleri, du clou de girofle et du bouquet garni. Le fond blanc est utilisé pour le mouillement de potages, les légumes braisés, les blanquettes, les fricassées et dans la préparation du velouté de veau. Employé en préparation de sauces, comme tout fond blanc il sert à confectionner soit des sauces blanches, soit des veloutés.

## Conservation
Le fond de veau se conserve 5 jours au réfrigérateur. Il peut être congelé dans de petites bouteilles en plastique pour être réutilisé plusieurs semaines après. La congélation est alors possible sous forme de glaçons, afin de pouvoir dégeler et d'utiliser facilement ensuite.

## Préparation industrielle
On trouve des fonds de veau liquides ou en poudre. 